# Tachysurus adiposalis
Tachysurus adiposalis es una especie de pez actinopeterigio de agua dulce, de la familia de los bágridos.

## Morfología
Cuerpo de bágrido con una longitud máxima descrita de 22,3 cm, que en la aleta dorsal tiene dos espinas y 6 a 7 radios blandos, mientras que en la aleta anal tiene de 16 a 20 radios blandos.

## Distribución y hábitat
Se distribuye por ríos y lagos del este de Asia, en la isla de Taiwán en la cuenca fluvial del río Danshuihe, y en la China continental en las cuencas de los ríos Dong, Bei y Xi. Son peces de agua dulce subtropical, de hábitat bentopelágico tipo demersal.